# ペヘレイ
ペヘレイ（Odontesthes bonariensis、スペイン語 : Pejerrey）は、トウゴロウイワシ目アテリノプシス科の魚の一種。南米ラプラタ川原産だが、日本でもいくつかの湖に移入されている。ラプラタトウゴロウという和名もある。
「ペヘレイ」という名前はスペイン語の"Pez del Rey"（ペス・デル・レイ、「王の魚」の意）に由来するとされる。ただし中南米では原産のトウゴロウイワシ類を総称して「ペヘレイ」と呼んでいて、分類は明確ではない。

## 特徴
成魚の全長は50cmに達し、アテリノプシス科の魚では最大種である。近縁で日本産のトウゴロウイワシと同様に鱗が堅く、2基の背鰭をもち、体側に太い銀色の縦帯がある。ただしトウゴロウイワシに比べるとずっと大型で目が小さく、吻がやや前方へ伸びている。
ラプラタ川原産といわれるが、現在では南米各地の淡水・汽水域に広く分布している。日本には1966年に神奈川県淡水魚増殖試験場にアルゼンチンから持ち込まれ、その後丹沢湖や相模川などへの放流が行なわれた。また、霞ヶ浦の試験場でも1985年に養殖実験が行なわれ、現在では同浦への定着が確認されている。1999年には、底引き網で漁獲される魚の8割を本種が占めるまでに増殖し外来種問題が危惧される状況となったが、その後は減少に転じた。また、最近は埼玉県でも養殖が行なわれている。
水域の表層で群れをなして泳ぐ。食性は肉食性で、小型の魚類、甲殻類、水生昆虫などを捕食する。
日本での産卵期は3-6月だが、秋の産卵も報告されている。卵は付着糸があり水草などに産み付けられる。水温により性分化が決定され、水温の上昇と共にオスの比率が高まるが、分化メカニズムの詳細は解明されていない。約2年で成魚になると考えられている。

## 利用
半透明の白身で味や食感はサヨリやキスに近く、美味。日本では刺身、天ぷら、ムニエル等で食べられるが、流通量は多くない。相模川などでは釣り愛好家が時折釣り上げている。
原産地の南米では食用や釣りの対象魚として重要で、漁獲量も多い。セビチェや焼き魚などで食べられる。小型のものも丸揚げ等で食べられる。